# I Feel Love
"I Feel Love" é uma canção de Donna Summer lançada em seu álbum conceitual I Remember Yesterday de 1977. A canção é o "futuro" em seu álbum conceitual, representando a progressão de estilos ao longo do tempo. A canção "I Remember Yesterday" representa a década de 40, "Love's Unkind" a década de 50, "Back in Love Again" os anos 60 e o álbum é encerrado com a futurista "I Feel Love". A canção atingiu o # 1 no UK Singles Chart, # 6 na Billboard Hot 100 e # 9 no Hot Soul Singles e se tornou popular rapidamente com um hit em danceterias e também como símbolo da temática gay. "I Feel Love" está classificada na posição # 418 na lista das 500 maiores canções de todos os tempos da Revista Rolling Stone.

## Gravação e recepção
Antes de "I Feel Love", a maioria das gravações da disco music eram apoiadas por orquestras acústicas, apesar de tudo que já havia sido produzido de música eletrônica. Produzida por Giorgio Moroder, a canção foi gravada com acompanhamento inteiramente feito por sintetizadores, gerando um novo estilo dentro do gênero disco, além de influenciar o desenvolvimento do techno.
De acordo com David Bowie, então no meio da gravação dos álbuns históricos da Berlim Trilogy com Brian Eno, afirmou que o impacto na direção do gênero foi reconhecido logo no início:
| “ | Um dia em Berlim... Eno veio correndo e disse: 'Eu ouvi o som do futuro.'... Eu coloquei em 'I Feel Love' de Donna Summer... Então eu disse, 'É isso, não procure mais. Este single vai mudar o som da club music nos próximos quinze anos.' E nisto eu estava mais ou menos certo. | ” |

A versão do álbum tem a duração de quase seis minutos. Uma versão estendida com duração de oito minutos foi lançada em um 12 "maxi-single, e incluído na compilação de 1989 "The Dance Collection: A Compilation of Twelve Inch Singles". A versão com duração de 3:45 foi incluída em um grande número de álbuns "Greatest Hits" lançados pela Polygram, Mercury Records e Universal Music e também em compilações, como "Endless Summer: Donna Summer's Greatest Hits" (1994) e "The Journey: The Very Best de Donna Summer" (2003).
Depois do sucesso desta faixa, Summer e Moroder produziram a canção de 11 minutos "Now I Need You"/"Working the Midnight Shift" que foi lançada no álbum "Once Upon a Time", baseando-se no êxito e pioneirismo dos vocais etéreos, batidas mecanizadas, arpejos e baixo ostinato sequenciados de "I Feel Love".

## Desempenho em tabelas musicais
| Tabela (1977)                              | Posição |
| ------------------------------------------ | ------- |
| Áustria (Ö3 Austria Top 40)                | 1       |
| Estados Unidos Billboard Hot 100           | 6       |
| Estados Unidos Billboard R&B/Hip-Hop Songs | 9       |
| França                                     | 33      |
| Países Baixos GfK chart                    | 1       |
| Países Baixos Dutch Top 40                 | 1       |
| Noruega                                    | 8       |
| Nova Zelândia                              | 2       |
| Reino Unido (The Official Charts Company)  | 1       |
| Suécia                                     | 5       |
| Suíça (Schweizer Hitparade)                | 2       |

## Sucessões
| Precedido por "So You Win Again" de Hot Chocolate | UK Singles Chart Single número 1 23 de julho, 1977 - 13 de agosto, 1977 (3 semanas) | Sucedido por "Angelo" de Brotherhood of Man |
| Precedido por "Cokane in My Brain" de Dillinger   | Dutch Top 40 Single número 1 10 de setembro, 1977 (1 semana)                        | Sucedido por "Sorry, I'm a Lady" de Baccara |

## Remix de Patrick Cowley
Em 1978, um dos pionero da música disco e Hi-NRG, Patrick Cowley, criou uma versão remix de 15:45 de "I Feel Love" que, apesar de não impressionar a Moroder, se converteu em um clássico popular , disponível somente em discos de acetato. O remix utiliza bucles, mantendo a linha de baixo da canção, com passagens de efeitos prolongados e partes em que usa sintetizador.
Na década de 80, depois que Donna havia deixado a Casablanca e firmou contrato com a Geffen, a Casablanca lançou uma série de singles de seu álbum duplo Bad Girls (1979) e da compilação Walk Away - The Best of 1977-1980. Em meados de 1980, o remix de Cowley foi lançado com o título "I Feel Love/I Feel Megalove" e o subtítulo "The Patrick Cowley MegaMix", mas apenas em uma edição limitada de vinis prensados. Agora disponível para o público em geral, foi muito procurado por colecionadores.
Em 1982 uma versão editada de oito minutos foi lançada comercialmente e disponibilizada em discos de vinil de 12" no mercado britânico pela Casablanca. Com esta versão, "I Feel Love" se converteu novamente em um hit nas pistas de dança, depois de cinco anos de seu lançamento. Outra edição de 7" alcançou a #21 colocação na tabela UK Singles Chart.